# Tom Weston-Jones
Tom Weston-Jones, född 29 juni 1987 i Burton upon Trent, Staffordshire, är en brittisk skådespelare.
Weston-Jones har bland annat medverkat i TV-serierna Warrior, Copper och I Dickens magiska värld.

## Filmografi (i urval)
- 2012–2013 – Copper (TV-serie)
- 2015–2016 – I Dickens magiska värld (TV-serie)
- 2018 – The Terror (TV-serie)
- 2019–2023 – Warrior (TV-serie)